# Weronika Budny
Weronika Krystyna Budny (* 30. Oktober 1941 in Wiązownica als Weronika Stempak) ist eine ehemalige polnische Skilangläuferin.

## Werdegang
Budny, die von 1951 bis 1962 für den AZS Zakopane und danach für den WKS Zakopane startete, gewann bei der Winter-Universiade 1960 in Chamonix die Bronzemedaille mit der Staffel und bei der Winter-Universiade 1962 in Villars die Silbermedaille mit der Staffel. Zudem belegte sie bei den Nordischen Skiweltmeisterschaften 1962 in Zakopane den 23. Platz über 5 km, den 21. Rang über 10 km und zusammen mit Józefa Czerniawska-Pęksa und Stefania Biegun den vierten Platz in der Staffel. In der Saison 1963/64 errang sie bei ihrer ersten Teilnahme an Olympischen Winterspielen im Februar 1964 in Innsbruck den 27. Platz über 5 km und holte bei der Winter-Universiade 1964 in Špindlerův Mlýn über 5 km sowie mit der Staffel jeweils die Bronzemedaille. In der Saison 1965/66 gewann sie bei der Winter-Universiade 1966 in Sestriere die Bronzemedaille mit der Staffel sowie die Silbermedaille über 8 km und kam bei den Nordischen Skiweltmeisterschaften 1966 in Oslo auf den 21. Platz über 5 km, auf den 16. Rang über 10 km sowie zusammen mit Stefania Biegun und Józefa Czerniawska-Pęksa auf den siebten Platz in der Staffel. Bei den Olympischen Winterspielen 1968 in Grenoble belegte sie den 21. Platz über 10 km, den 19. Rang über 5 km und zusammen mit Józefa Czerniawska-Pęksa und Stefania Biegun den fünften Platz in der Staffel. Zwei Jahre später lief sie bei den Nordischen Skiweltmeisterschaften in Štrbské Pleso auf den 27. Platz über 5 km, auf den 22. Rang über 10 km und auf den achten Platz in der Staffel. Letztmals international startete sie bei den Olympischen Winterspielen 1972 in Sapporo. Dort erreichte sie den 13. Platz über 5 km, den 11. Rang über 10 km und zusammen mit Anna Gębala-Duraj und Józefa Chromik den siebten Platz in der Staffel. Sie studierte an der Jagiellonen-Universität in Krakau Geografie und schloss dies im Jahr 1965 mit einem Master-Abschluss ab. Bei polnischen Meisterschaften siegte sie jeweils dreimal über 5 km (1965, 1969, 1972) und 10 km (1965, 1968, 1969). Zudem gewann sie dreimal beim Czech-Marusarzówna-Memorial den 10-km-Lauf. Nach ihrer Karriere als Skilangläuferin war sie als Trainerin und Geografielehrerin tätig.

## Teilnahmen an Weltmeisterschaften und Olympischen Winterspielen

### Olympische Spiele
- 1964 Innsbruck: 27. Platz 5 km
- 1968 Grenoble: 5. Platz Staffel, 19. Platz 5 km, 21. Platz 10 km
- 1972 Sapporo: 7. Platz Staffel, 11. Platz 10 km, 13. Platz 5 km

### Nordische Skiweltmeisterschaften
- 1962 Zakopane: 4. Platz Staffel, 21. Platz 10 km, 23. Platz 5 km
- 1966 Oslo: 7. Platz Staffel, 16. Platz 10 km, 21. Platz 5 km
- 1970 Štrbské Pleso: 8. Platz Staffel, 22. Platz 10 km, 27. Platz 5 km